# Bánica (ort)
Bánica är en ort i Dominikanska republiken.   Den ligger i provinsen Elías Piña, i den västra delen av landet, 190 km väster om huvudstaden Santo Domingo. Bánica ligger 277 meter över havet och antalet invånare är 1 443.
Terrängen runt Bánica är kuperad åt nordost, men åt sydväst är den platt. Bánica ligger nere i en dal. Runt Bánica är det ganska glesbefolkat, med 42 invånare per kvadratkilometer. Bánica är det största samhället i trakten. Omgivningarna runt Bánica är en mosaik av jordbruksmark och naturlig växtlighet.